# Dr.アシュラ
『Dr.アシュラ』（ドクターアシュラ）は、こしのりょうによる日本の医療漫画作品。『漫画ゴラク』（日本文芸社）にて、2015年4月10日号から2016年7月1日号まで連載された。
2025年4月期にフジテレビ系列にてテレビドラマが放送された。

## 登場人物

### 主要人物
杏野 朱羅（あんの しゅら）
帝釈総合病院救急科の救命医。

### 帝釈総合病院
薬師寺 保（やくしじ たもつ）
研修医。救急科の救命医となった。
大黒
救急科長。
多聞
院長。
不動
元院長。

## 書誌情報
- こしのりょう『Dr.アシュラ』日本文芸社〈ニチブンコミックス〉、全3巻
  1. 2015年7月18日発売[4]、ISBN 978-4-537-13314-1
  2. 2016年1月29日発売[5]、ISBN 978-4-537-13397-4
  3. 2016年8月29日発売[6]、ISBN 978-4-537-13477-3
- こしのりょう『新装版 Dr.アシュラ』日本文芸社〈ニチブンコミックス〉、上下巻
  - 上：2025年4月11日[7]、ISBN 978-4-53-717216-4
  - 下：2025年4月11日[8]、ISBN 978-4-53-717217-1

## テレビドラマ
2025年4月16日から6月25日までフジテレビ系「水曜22時枠」にて放送された。主演は松本若菜。

### キャスト

#### 主要人物
杏野朱羅（あんの しゅら）〈39〉
演 - 松本若菜（幼少期 : 浅田芭路）
帝釈総合病院救急科の救命医。
「来る。」その一言で、救命要請のホットラインよりも先に患者が運ばれて来ることを予知してしまう。
ヤクザであろうがホームレスであろうがどんな命も救おうとする。また、その時点での病院の受け入れ可能なキャパシティーなどおかまいなしに受け入れようとする。
救急科の救命は病院として積極的に対応しないという方針に相反するため、朱羅のことを快く思っていない病院関係者も少なくない。
自宅に帰らず病棟の屋上にテントを張って寝泊まりしている。

#### 帝釈総合病院

##### 救急科
薬師寺保（やくしじ たもつ）〈26〉
演 - 佐野晶哉
初期研修医。実家は皮膚科のクリニック。朱羅からは、「坊主」と呼ばれ半人前扱いを受けていたが、保の医療行為を認められ「薬師寺先生」と呼ばれるようになった。
大黒修二（だいこく しゅうじ）〈50〉
演 - 田辺誠一
科長。朱羅の直属の上司。冷蔵庫のプリンを断りもなく朱羅に食べられてしまうため、記名をするようにしたがそれでも食べられてしまう。
九曜沙苗（くよう さなえ）〈31〉
演 - 結城モエ
看護師。結婚願望あるが救急にいる間は無理と諦めている。
水吉歩夢（みずよし あゆむ）〈26〉
演 - 荒井玲良
看護師。薬師寺の大学時代の同級生。
三宝加代子（さんぽう かよこ）〈54〉
演 - 阿南敦子
看護師長。助産師でもある。

##### その他
不動勝治（ふどう かつはる）〈61〉
演 - 佐野史郎
院長。大学病院を教授に追い出されて赴任してきたらしく、大学に戻ることを画策している。
金剛又吉（こんごう またよし）〈52〉
演 - 鈴木浩介
外科科長。自身の出世にしか関心がない。「違う違う」が口癖。
阿含百合（あごん ゆり）〈65〉
演 - 片平なぎさ
医療法人帝釈会の理事長。国際帝釈病院の新設に向けて奔走中。
多聞真（たもん まこと）〈51〉
演 - 渡部篤郎
朱羅のかつての上司である元救急科科長。4年前、医療派遣事業に従事するため海外へ渡航し、副院長として戻って来る。

#### 周辺人物
六道ナオミ（りくどう ナオミ）〈44〉
演 - 小雪
アメリカ帰りの形成外科医。実は理事長の姪。アメリカの常識センスで、ワークライフバランスを大切にしており、アシュラの働き方に批判的な眼差しを向けている。しかし、第５話冒頭で、切断された耳の縫合形成手術、さらに後半では、バイオリニストの佐竹の腕の縫合形成手術を鮮やかに仕上げて見せる。特に後者では定時を越えてからのアシュラの救急手術とのダブル同時手術を完遂した。終了後に「久しぶりに本気を出したら疲れちゃった」「阿修羅先生もお疲れ」と同僚として認めた様子をうかがわせた。
梵天太郎（ぼんてん たろう）〈51〉
演 - 荒川良々
東王大学病院の心臓血管外科医師。成功率９９％の心臓外科医として自他ともに認めているが、その実態は難しい手術は全て回避し、簡単な症例だけを選んで執刀していた。
だが、阿修羅がフィンクの心臓腫瘍手術を実施するのを見て、覚悟を決めて心臓壁の穴を補修する手術を執刀する。自分に足りなかったのは、保身を捨てることだと阿修羅が気付かせてくれたと礼を述べる。
吉祥寺拓巳（きちじょうじ たくみ）〈32〉
演 - 猪塚健太
救急隊員で救急救命士。

#### ゲスト

##### 第1話
小倉佐江（おぐら さえ）〈34〉
演 - 菅野莉央
シングルマザー。階段から転落して救急車内で心肺停止の状態になり、帝釈総合病院に搬送される。
小倉陽菜（おぐら ひな）〈9〉
演 - 池村碧彩
佐江の一人娘。第7トンネル崩落事故に巻き込まれる。
田中
演 - 波岡一喜
深夜の帝釈総合病院で大暴れするトラブルメーカーの酔っぱらい男。朱羅たちが別の救急患者の処置をしている最中に大量吐血する。
教授
演 - 大河内浩（第4話）
東王大学 教授。東王大に戻るため力を貸してほしい、と不動院長に頼まれる。
組員
演 - 菅原卓磨、村上カイリ
暴力団構成員。撃たれた組長を帝釈総合病院に運び込み、すぐに治療しろと凄む。
小倉洋子
演 - 三谷悦代
小倉佐江の母。陽菜の祖母。第7トンネル崩落事故に巻き込まれる。
組長
演 - 竹本和正
銃で撃たれて組員に病院に運ばれてくる暴力団組長。
消防隊員
演 - 千綿勇平
第7トンネル崩落事故の現場で救助活動にあたる消防隊員。

患者
演 - 米村拓彰
第7トンネル崩落事故に巻き込まれ緊張性気胸を起こしている患者。

##### 第2話
大黒香織
演 - 智順
修二の妻。夫婦仲が上手くいっておらず、修二に離婚するよう迫っている。
大黒翔太
演 - 渡邉斗翔
修二と香織の息子。暴走車の事故で救急搬送される。
隼人の父
演 - 岩永ひひお
隼人に付き添う父。
隼人
演 - 嶽本渚琉
川に転落して心肺停止で救急搬送される少年。
肺炎患者
演 - 須間一也
自己抜去して呼吸困難になったICUの患者。

両親
演 - 越川みつお（第8話）、楠世蓮（第8話）
通り魔事件で亡くなった朱羅の両親。

##### 第3話
スティーブ・フィンク
演 - 厚切りジェイソン（第4話・第5話）
世界有数の金融機関「ゴールドウェルス」CEO。新病院建設の融資のために帝釈総合病院に招かれる。病院を出たあと、悪性心臓腫瘍で倒れ救急搬送される。
通訳
演 - 白河れい（第4話・第5話）
フィンクの通訳。
救急隊員
演 - 田野倉雄太、植杉将也
千葉中央消防本部の救急隊員。

波野光子〈70〉
演 - 澤井孝子
路上で倒れて救急搬送される女性。ペースメーカー手術のため心臓外科にまわされる。
看護師
演 - 塩ノ入彩華（第4話）、大藤由佳（第4話）
梵天のオペの看護師。

##### 第4話
店主
演 - モロ師岡
帝釈総合病院近くにある中国料理「大鳳飯店」店主。店にはメニューが無く、店主のおまかせ料理しか出さないが味は絶品。店内で急性心筋梗塞で倒れているところを朱羅に発見され搬送される。元々、不安定心筋症で帝釈総合病院外科を受診していた。
教授
演 - 井上肇
梵天の紹介で不動に接待される東王大心臓外科 教授。東王大呼吸器外科の教授の後任選に力添えして欲しい、と大黒から賄賂を渡される。
運転手
演 - 山本浩司
不動の運転手。不動を乗せている時に事故に遭い、共に帝釈総合病院に搬送される。
医者
演 - 赤石ノブ（第10話）、林諒一（第10話）
梵天の噂話をして嘲笑する帝釈総合病院 医師。

##### 第5話
佐竹里帆
演 - 秋田汐梨
バイオリニスト。僧帽弁閉鎖不全症で救急搬送されてくるが、治療を拒否していたが、だが朱羅に一週間で治すと言われ治療を受ける。
10日後にバイオリンのコンクールがあり、入賞しないと特待生でなくなってしまい音大を辞めなければいけないという事情があった。
里帆の母
演 - 中込佐知子

患者
演 - ドンペイ
自転車で転倒し、右耳切断で搬送されてくる患者。
患者
演 - 小野塚渉悟
歯痛で受診する患者。検査の結果、実は心筋梗塞であることがわかる。

##### 第6話
圭太
演 - 藤堂日向
保の幼馴染。
澤村あかね
演 - 紺野彩夏
圭太の婚約者。
小林大貴
演 - カトウシンスケ
胆石の患者。
小林の妻
演 - 志武明日香

救急隊員
演 - 高木慧一（第1話・第8話）

医師
演 - 若林秀敏（第8話）、秋田卓郎（第8話）
28年前、通り魔事件に遭い搬送されてきた朱羅に対応する帝釈総合病院の救命医。

##### 第7話
橋本悟
演 - 渡辺哲
マンションの3階から転落して搬送される男性。処置はするな、と言って意識を失う。実は引退した元医師。
小松知香〈20〉
演 - 椛島光
睡眠薬の過剰摂取で搬送される女性。
橋本弥生
演 - 水木薫
悟の妻。夫は末期がんなので救命処置はしなくていい、と朱羅たちに頼む。
咲希
演 - 三浦理奈
小松知香の職場の同僚。知香に頼まれて着替えを病室に持ってくる。
アナウンサー
演 - 西山喜久恵（フジテレビアナウンサー）（第8話）
28年前の湾岸駅前通り魔事件について報じる「NEWS EVENING α」アナウンサー。

##### 第8話
X / 神原隆司
演 - 忍成修吾
交通事故で搬送されてくる身元不明の患者。実は28年前の湾岸駅前通り魔事件の犯人。3人死亡、10人以上が重軽傷を負ったが、犯人が当時17歳だったことと両親からの虐待があったことから無期懲役となっていた。半年前、仮釈放が認められ出所していた。
Y / 山川
演 - 松澤一之（第7話）
28年前の湾岸駅前通り魔事件で娘を亡くした男性。
女子高生の両親
演 - 西野大作、菊池明明
朱羅が研修医時代、通り魔に刺されて搬送されてきたが亡くなった女子高生の両親。
林
演 - 橋本拓也
神原の保護観察官。
医師
演 - 上川拓郎（最終話）
金剛におべっかを使う部下。
女子高生
演 - 高梨優佳
朱羅が研修医時代、通り魔に刺されて搬送されてきた女子高生。
通り魔
演 - 杉村上総
女子高生を刺したあと自殺を図った犯人。
菊池可奈
演 - 小井圡菫玲
自転車の事故で搬送されてくる少女。

##### 第9話
土井孝
演 - 三浦剛
明日花の父。妻は明日花を出産した時に亡くなっており、男手一つで娘を育ててきた。
土井明日花
演 - 吉冨さくら
暴走車に撥ねられ搬送されてくる女子高生。聴覚障がい者。
千手桃子
演 - 清水麻璃亜
帝釈総合病院産科 医師。梵天美鈴の担当医。
妙法麻衣
演 - 永島聖羅
帝釈総合病院小児科 医師。美鈴の緊急帝王切開手術に立ち会う。
梵天ひかり
演 - 杉ノ原吏杏
太郎と美鈴の生まれたばかりの娘。
梵天美鈴
演 - 村川絵梨
太郎の妻。来月出産予定の妊婦。帝釈総合病院に定期検診に来て、具合が悪くなり廊下でうずくまっているところを朱羅に助けられる。

##### 第10話
佐藤健太〈28〉
演 - 矢野聖人
自宅で倒れているのを千尋に発見され救急搬送される。野球が好きで、結婚して子どもが出来たら息子とキャッチボールをするのが夢。検査の結果、急性肝不全であることがわかる。親は20年以上前に離婚しており、母親は既に亡くなっている。父とは離婚以来連絡を取っておらず、兄弟もおらず親戚とも連絡がなく天涯孤独の身。
同室の小西と一時期、仲良くなるが、財布がなくなったことの疑いで小西とは距離を置く。
脳死状態となった小西から肝臓を提供してもらい、小西が父親であったことを知ることになる。
奥西千尋
演 - 日比美思
佐藤健太の婚約者。
森、ユキコ
演 - ジジ・ぶぅ、小柳友貴美
小西のホームレス仲間。
男
演 - 山谷幸仁、米田惠亮、佐藤峻輔
小西たちホームレスを襲う男たち。

小西達夫 / タツさん〈54〉
演 - マキタスポーツ

帝釈総合病院近くの公園に住んでいるホームレス。救急科のスタッフからは”タツさん”と呼ばれている。食中毒で入院することになる。
隣のベッドの佐藤と同じ野球好きで仲良くなるが、佐藤の財布を盗んだ疑いをかけられ、病室を分けられてしまう。実は、佐藤の父親であり、そのことを確かめたいがゆえに財布を調べようとしたことがその理由であった。
脳死状態に陥ったことにより、佐藤へ肝臓を提供する。

##### 最終話
大木
演 - 和田聰宏
錯乱状態で搬送され、朱羅の頭部を殴ってしまう患者。
患者
演 - Jerom Quesnel
救急搬送される患者。術後、ICUで容態が急変する。
患者
演 - 矢野たけし
多重事故で搬送されてくる患者。強い痛みを訴え、共に搬送されてきた薬師寺に処置される。

### スタッフ
- 原作 - こしのりょう『Dr.アシュラ』（日本文芸社）[3]
- 脚本 - 市東さやか[3]
- 音楽 - 池田善哉、横関公太
- 主題歌 - imase「名前のない日々」（ユニバーサル ミュージック / Virgin Music）[70]
- 演出 - 松山博昭、柳沢凌介、本田隆一、片山雄一[3]
- 医事指導 - 堀エリカ、庄司高裕、田子友哉、枽原寛
- 看護指導 - 高坂涼子
- 特殊造形 - 松井祐一
- アクション - 大道寺俊典
- プロデュース - 狩野雄太[3]
- 制作プロデュース - 岡田健人、的場政行
- 制作協力 - ファインエンターテイメント[3]
- 制作著作 - フジテレビ[3]

### 放送日程
| 各話                                                         | 放送日  | サブタイトル                                 | 演出     | 視聴率 |
| ------------------------------------------------------------ | ------- | -------------------------------------------- | -------- | ------ |
| 第1話                                                        | 4月16日 | 松本若菜主演スーパー救命医があらゆる命を救う | 松山博昭 |        |
| 第2話                                                        | 4月23日 | 迫る謀略…命の修羅場で絶体絶命の大ピンチ!     | 松山博昭 |        |
| 第3話                                                        | 4月30日 | 大量搬送!朱羅VSゴッドハンド!!                | 柳沢凌介 |        |
| 第4話                                                        | 5月07日 | 師匠との決別…腐った幹部を救え!               | 本田隆一 |        |
| 第5話                                                        | 5月14日 | もう1人の天才!命と腕を救うWオペ!!            | 松山博昭 |        |
| 第6話                                                        | 5月21日 | 研修医が医療ミス!スーパー救命医の仰天指導!   | 片山雄一 |        |
| 第7話                                                        | 5月28日 | 私はあなたに生きていてほしい                 | 本田隆一 |        |
| 第8話                                                        | 6月04日 | 明かされる壮絶な過去―修羅場で戦い続ける理由  | 松山博昭 |        |
| 第9話                                                        | 6月11日 | 生まれてきてくれて、ありがとう               | 片山雄一 |        |
| 第10話                                                       | 6月18日 | 命のためなら何だってする・・・最期の約束     | 本田隆一 |        |
| 最終話                                                       | 6月25日 | 救命医引退の危機!最後に頼るべきものは・・・  | 松山博昭 | 5.5％  |
| （視聴率はビデオリサーチ調べ、関東地区・世帯・リアルタイム） |         |                                              |          |        |

- 初回は22時 - 23時9分の15分拡大放送。

## スピンオフドラマ
『医療監修編』のタイトルで、動画配信サービス「FOD」にて、6月11日22時54分から独占配信。救命救急ドラマの医療監修を佐野晶哉演じる研修医の薬師寺保が急遽担当することになったことで起こる顛末を描いている。

### キャスト（スピンオフドラマ）
- 薬師寺保 - 佐野晶哉[73]
- 大黒修二 - 田辺誠一[73]
- 吉祥寺拓巳 - 猪塚健太[73]
- 九曜沙苗 - 結城モエ[73]
- 水吉歩夢 - 荒井玲良[73]
- 三宝加代子 - 阿南敦子[73]
- 杏野朱羅 - 松本若菜[73]
- 松本若菜 - 松本若菜（二役）[73]
- ガチャピン - ガチャピン（本人役）[73]
- 五箇公一 （危険生物専門家）- 五箇公一（本人役）[73]
- 山片（助監督）- 庄司智春[74]
- 田岡健斗（湾岸テレビ・プロデューサー） - 太田将熙[75]
- 女の子 - 日下莉帆[76]
- 青木マッチョ（かけおち）[77]、佐久間采那[78]、尚音[79]、日向丈[79]

### スタッフ（スピンオフドラマ）
- 脚本 - 市東さやか[79]
- 音楽 - 池田善哉、横関公太[79]
- 主題歌 - imase「名前のない日々」（ユニバーサル ミュージック/ Virgin Music）[79]
- 演出 - 本田隆一[79]
- プロデュース - 狩野雄太[79]
- 制作プロデュース - 岡田健人、的場政行（ファインエンターテイメント）[79]
- 制作協力 - ファインエンターテイメント[79]
- 制作・著作 - フジテレビ[79]

| フジテレビ系列 水曜10時枠の連続ドラマ | フジテレビ系列 水曜10時枠の連続ドラマ   | フジテレビ系列 水曜10時枠の連続ドラマ |
| 前番組                                | 番組名                                  | 次番組                                |
| ------------------------------------- | --------------------------------------- | ------------------------------------- |
| 問題物件 （2025年1月15日 - 3月26日）  | Dr.アシュラ （2025年4月16日 - 6月25日） | 最後の鑑定人 （2025年7月9日 - ）      |